# Mapex
Mapex Drums es una compañía de Taiwán que fabrica baterías. Es una subdivisión de KHS Musical Instruments (fundada en 1930) y ha crecido hasta ser una de las más grandes fábricas de instrumentos musicales del mundo en la actualidad. Su destacado crecimiento es resultado de un comprometido diseño, ingeniería y construcción de productos de la más alta calidad. Mapex también representa las marcas Janus para pedales de batería, Black Panther para redoblantes y Tornado, para baterías de bajo costo.

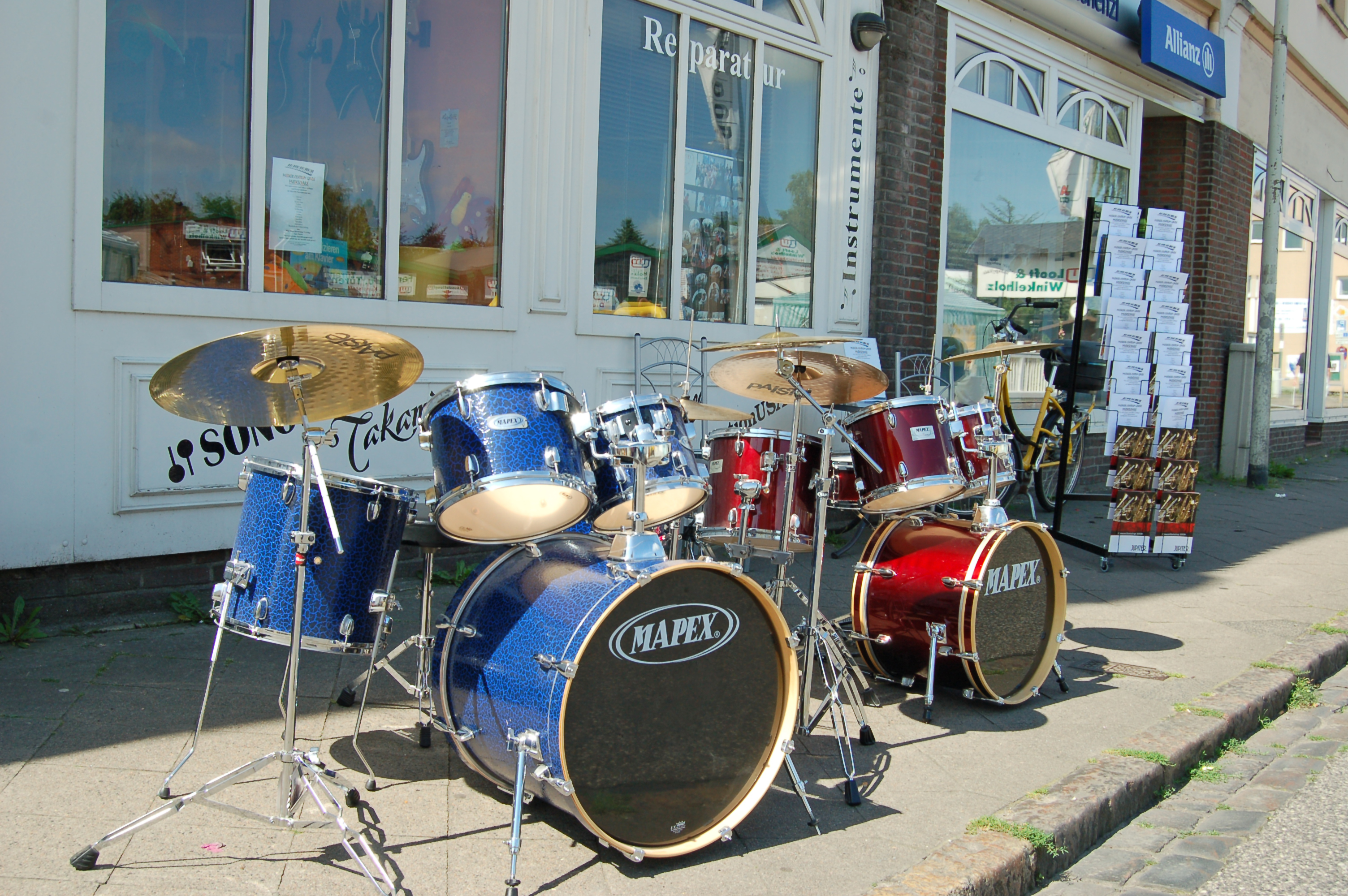
Kits de baterías de Mapex Drums.

Además cabe destacar que mapex es una de las marcas más reconocidas mundialmente y sus diseños son únicos y muy confiables, contando también con un rendimiento increíble.

## Productos

### Baterías

#### Voyager y Horizon
A partir de enero de 2010, las series Q y QR fueron reemplazadas por la Voyager y la VX, por la Horizon, incrementando la calidad ya existente en sus piezas. Estas series, creadas para los principiantes, están fabricadas con láminas de tilo (basswood), aunque el nuevo modelo Horizon HZ incluye una mezcla de tilo y abedul (birch). Se puede incluir un paquete de platillos Mapex en cualquiera de los modelos.

#### Meridian
En 2009, Mapex renombró los modelos M Birch y Pro-M como Meridian Birch y Meridian Maple. El modelo Pro-M es respectivamente, luego de las notorias mejoras estéticas y técnicas que presentaron. Como su nombre indica, los tambores Meridian Birch están compuestos de abedul (birch), en tanto que las del Meridian Maple, de arce (maple).

#### Saturn
La línea Saturn pertenece a la gama profesional y está construida de arce y nogal oscuro (walnut). Los kits constan de 6 láminas de madera (cuatro de arce y dos de nogal) con un espesor de los cascos de 5,1 milímetros. Comparte un número de opciones con la ex línea Orion, pero no está disponible con capas de arce "ojo de pajáro" (birdseye maple). La Saturn se ha hecho muy popular, ya que sus cascos delgados poseen un tono fundamental grave/cálido/oscuro similar a los cascos de arce completo. Las Saturn son kits profesionales, usadas por artistas como Chris Adler de Lamb of God. Algunos bateristas consideran la línea Saturn sus baterías favoritas Mapex. En 2015 se introdujo la línea saturn V haciendo la diferencia con la anterior serie iv, al utilizar el sistema de clamps "SONICLEAR" los cuales dan más sustain. También se introdujo en esta nueva línea los bordes "SONICLEAR Bearin Edges".

### Black Panther
Las Black Panther son la gama más alta de la marca Mapex y ofrecen tres modelos de distintas combinaciones de maderas.
A diferencia de otras series, estas poseen aros similares a los Die Cast y refuerzos de cascos.

### Redoblantes
Además de contar con la serie intermedia MPX, la cual ofrece modelos de varios tamaños, Mapex es el fabricante de la reconocida marca de redoblantes Black Panther, la cual ha manejado modelos exclusivos (como el redoblante diseñado por Chris Adler). Para el año 2010, Black Panther replanteó todos sus modelos, tanto en nombre como en diseños y construcción:
- Black Widow
- Blade
- Blaster
- Brass Cat
- Cherry Bomb
- Fastback
- Heritage
- Machete
- Panther
- Phat Bob
- Phantom
- Retrosonic
- Sledgehammer
- Stinger
- Velvetone